# Río Hope (Canterbury)

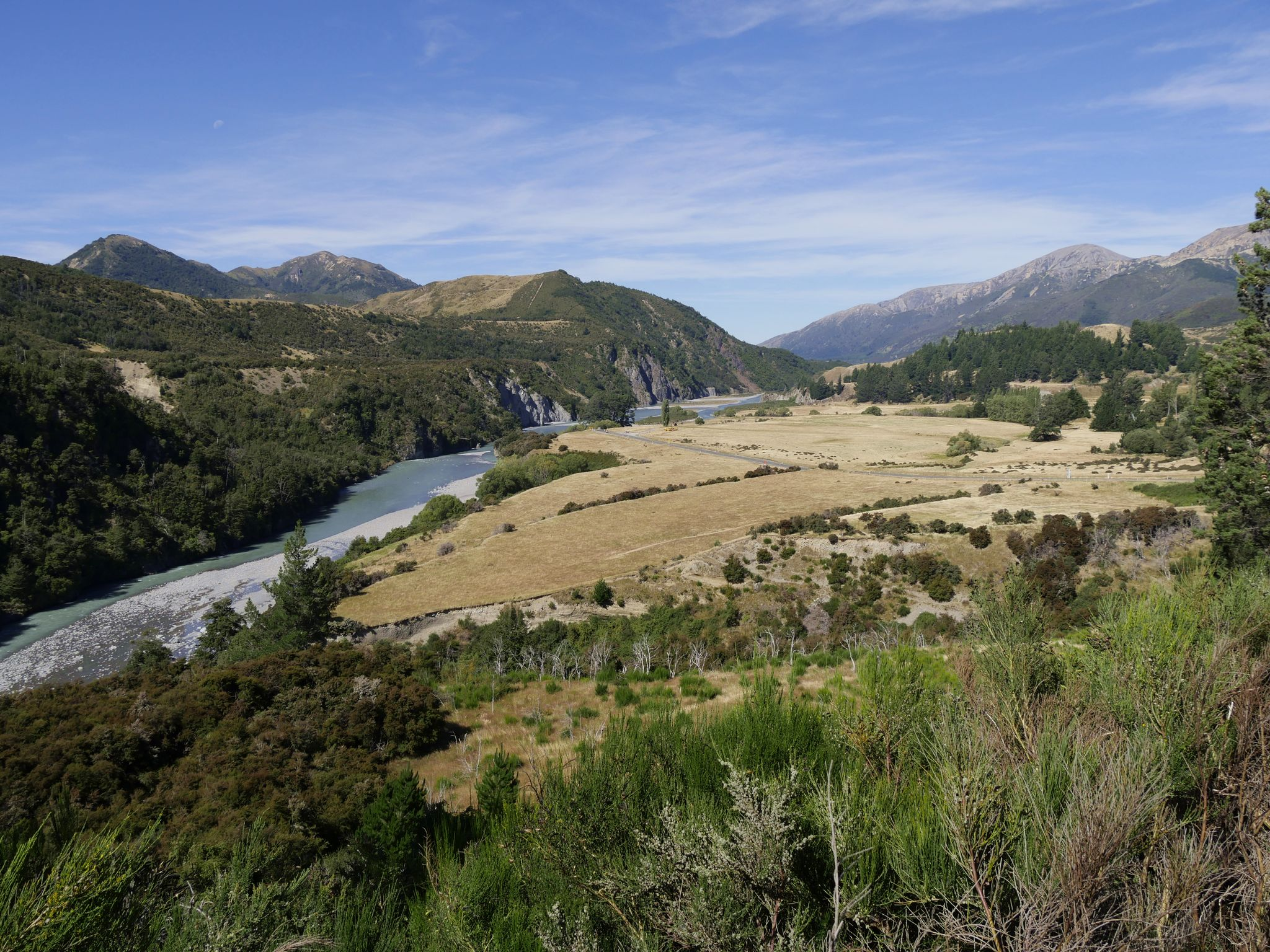
Hope River, North Canterbury, South Island, Nueva Zealand

El Río Hope en Canterbury es uno de los tres ríos con ese nombre en la Isla Sur de Nueva Zelanda. Es un afluente del río Waiau. El río Hope comienza en Hope Pass en los Alpes del Sur, que es la principal división de la Isla del Sur. El río corre al noreste a través del Lake Sumner Forest Park luego al sur hasta que gira al este a lo largo de un amplio valle formado por Hope Fault, una línea de importantes fallas tectónicas. Es acompañado por un importante afluente, el río Boyle que fluye hacia el sur a Lewis Pass en algunos 12 kilómetros sobre su confluencia con el Waiau.